# Ökensparv
Ökensparv (Passer simplex) är en nordafrikansk fågel i familjen sparvfinkar inom ordningen tättingar. Den förekommer i öknar i Nordafrika från Marocko och Mauretanien till Egypten. Tidigare inkluderades den centralasiatiska karakumsparven i arten. Den minskar i antal, men beståndet anses ändå livskraftigt.

## Kännetecken

### Utseende
Ökensparven är en relativt liten sparvfink med en kroppslängd på 13–14,5 centimeter och är med sin ljust beigea fjäderdräkt lite lik en blek liten gråsparv. Könen är väl skilda. Hanen har svart tygel, ögontrakt, haklapp samt under häckningen även näbb. På vingen är handtäckare, lillvinge, handpennespetsar, tertialcentra och större täckare är brunsvarta. På ryggen syns en grå skiftning. Honan är istället enfärgat ljust beigevit, saknar hanens svarta haklapp och har brungrå istället för nästan svarta teckningar på vingen.

### Läten
Ökensparvens läten är lika gråsparven men mer metalliska och blandas också upp med sädesärlelika tji-vi tji-vi. I flykten hörs ett grönfinkslikt tjypp-tjypp-tjypp.

## Utbredning och systematik
Ökensparven förekommer i Nordafrika delas in i två underarter med följande utbredning:
- Passer simplex saharae – förekommer från Marocko centrala Libyen
- Passer simplex simplex – förekommer från södra Mauretanien och Mali till norra Tchad, centrala Sudan och sydvästra Egypten

Den centralasiatiska karakumsparven (Passer zarudnyi) behandlades tidigare som underart till ökensparv, men urskiljs numera allmänt som egen art.

Utbredningsområden och morfologiska skillnader för saharae, simplex och zarudnyi som här behandlas som en underart till ökensparven.

## Levnadssätt
Fågeln förekommer vid oaser i sandöken, vid odlingar eller bebyggelse. Arten häckar från februari till augusti, men mest från mitten eller slutet av mars. Den bygger sitt bo i en hålighet.

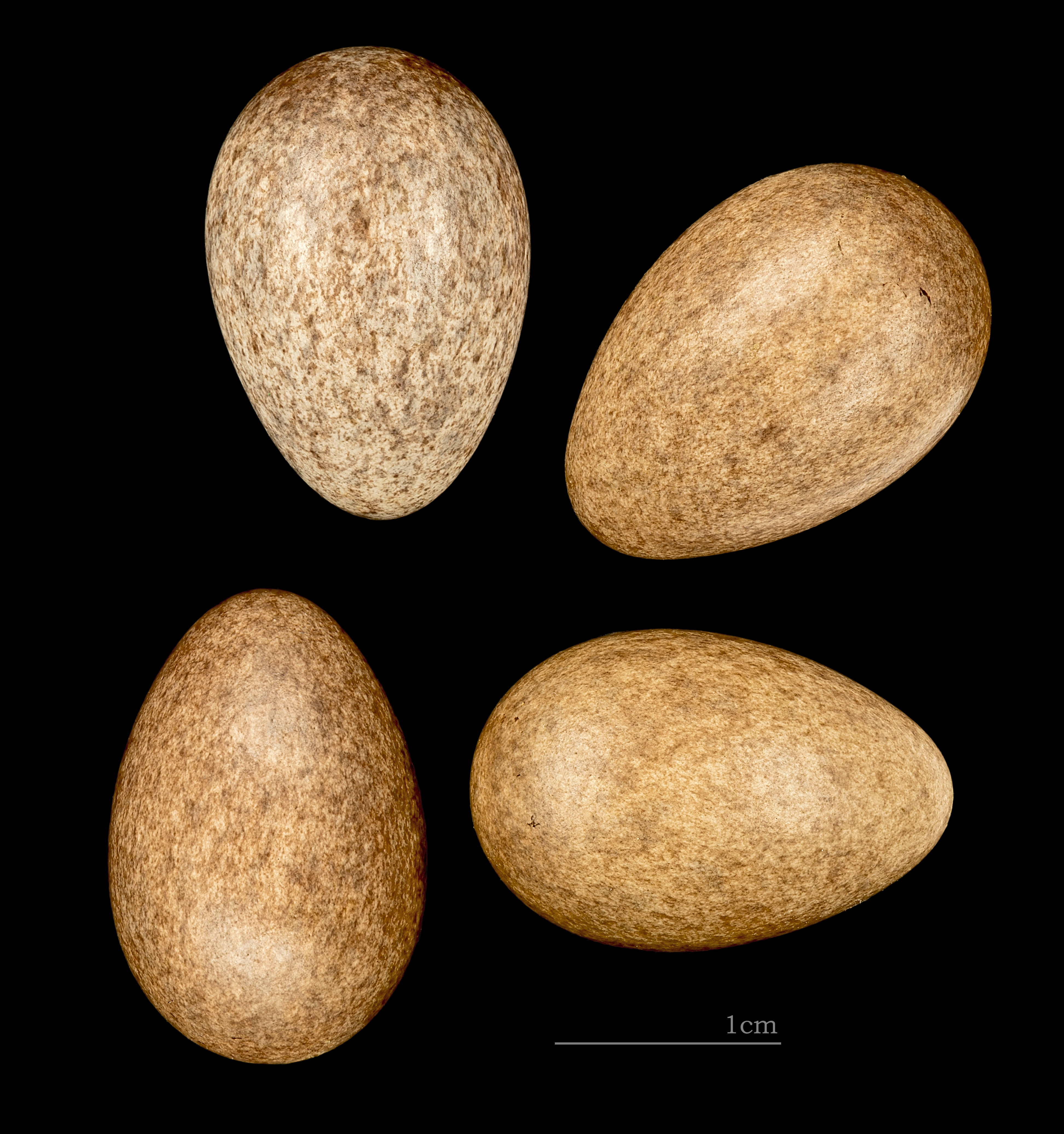
Ökensparvens ägg.

## Status och hot
Arten har ett stort utbredningsområde och en stor population, men tros minska i antal, dock inte tillräckligt kraftigt för att den ska betraktas som hotad. Internationella naturvårdsunionen IUCN kategoriserar därför arten som livskraftig (LC). Världspopulationen har inte uppskattats men den beskrivs som ovanlig.